# Vladimir Boisa
Vladimir Boisa (Rustavi, 4. srpnja 1981.) je gruzijski profesionalni košarkaš. Igra na poziciji krilnog centra, a trenutačno je član košarkaškog kluba Zadar.

## Karijera
Boisa je s Olimpijom osvojio tri nacionalna kupa, dva prvenstva Slovenije i jedan naslov u regionalnoj ligi. Kao igrač Montepaschi Siene 2007. godine uzeo je naslov prvaka Italije. Sezonu 2007./08. proveo je u dva kluba, ruskom Spartaku iz Vladivostoka i grčkom Arisu. Sezonu 2008./09. započeo je u španjolskoj Menorci, a veljači 2009. raskida ugovor i potpisuje za hrvatski Zadar. 

## Vanjske poveznice
- Profil na Euroleague.net